# Podvidača (Sanski Most)
Podvidača  falu Bosznia-Hercegovinában, a Bosznia-hercegovinai Föderáció Una-Szanai kantonjában, Sanski Most községben.

## Fekvése
Bosznia-Hercegovina északnyugati részén, Bihácstól légvonalban 50, közúton 75 km-re keletre, Sanski Mosttól légvonalban 14, közúton 17 km-re északnyugatra fekvő dombos, erdős területen, a Hatiraj-patak völgyében és a környező dombokon, a Sanski Mostot Novi Graddal összekötő út mentén fekszik.

## Népessége
| Nemzetiségi csoport | Népesség 1991 | Népesség 2013 |
| ------------------- | ------------- | ------------- |
| Szerb               | 180           | 68            |
| Bosnyák             | 159           | 206           |
| Horvát              | 0             | 1             |
| Jugoszláv           | 0             | 0             |
| Egyéb               | 1             | 0             |
| Összesen            | 340           | 275           |

## Története
A falu területe már a középkorban is lakott volt. Egy 436 méteres tengerszint feletti magasságú, a környezetéből kiemelkedő tágas platón találhatók középkori templomának és temetőjének maradványai. A templom méretei és tájolása a maradványokból már nem állapítható meg, mivel a falak helyett csak kötörmelék és habarcs töredékei maradtak. A maradványok körül három, 14-15. századi szarkofág formájú középkori sírkő, ún. stećak található. Az Oszmán Birodalom 1463-ban hódította meg Boszniát. Egy az 1570-es években kelt defter szerint a 16. században a település a Kamengrádi náhijéhez tartozott. A török hódoltság emléke a Bég tornya, melyből az egyik sarok maradványai egészen a közelmúltig láthatók voltak. A torony tulajdonosáról, a bégről és lányáról, valamint a torony melletti nagy mecsetről szóló legendán kívül nincs információ az építéséről. A legenda szerint a toronyban lakott egykor a bég lánya, körülötte pedig a földnek a bégtől való megvásárlásával szerb falu létesült. Azt mondják, egy napon a bég megérkezett a toronyhoz. Egy fiatal jobbágy szaladt elé és tartotta a kengyelt, hogy a lóról könnyebben leszállhasson. Amikor a bég lánya meglátta a torony előtt az apját, kihajolt az ablakon, és akaratlanul is kilökött belőle egy almát, ami leesett a bég és a jobbágy mellett. A bég azt hitte, hogy a lánya a jobbágynak dobta az almát, és amikor az leszaladt elé a toronyból, levágta a fejét. Később azon a helyen, ahol kivégezte és eltemette ártatlan lányát, egy bég épített egy nagy mecsetet.
Bosznia-Hercegovinát 1878-ban annektálta az Osztrák-Magyar Monarchia. Ezt követően Likából, Dalmáciából, Kordunból é Banijából szerb és horvát népesség vándorolt be. A lakosság ekkor szinte kizárólag szerbekből állt, míg a 20. század közepére vegyes szerb, horvát és muszlim lakossága volt. A település iskoláját 1928-ban kezdték építeni, az oktatás 1932-ben indult meg benne. A muszlim lakosság ma a čirkići gyülekezethez tartozik.
Podvidača település közvetlen közelében került sor 1992. augusztus 5-én, a boszniai háború idején a Hrastova glavica-i mészárlásra. A Hrastova glavicán, a Boszniai Szerb Köztársaság hadserege (VRS) és a szerb félkatonai alakulatok 124 foglyot öltek meg. Az áldozatok korábban túlélték a kínzást a keratermi és omarskai koncentrációs táborban. A tömeggyilkosságok után a meggyilkolt áldozatokat egy körülbelül 20 méter mély természetes barlangba dobták. Ibrahim Ferhatović túlélte a lövöldözést, és kivonszolta magát a gödörből. Ferhatovićot valamivel később szülőhelye etnikai tisztogatásában ölték meg, de információi alapján találták meg kivégzőhelyet a Hrastova glavicán. A sírt 1998 végén tárták fel, és megtalálták benne meggyilkolt egykori táborlakók, köztük Esa Sadiković prijedori orvos és ENSZ-szakértő maradványait. Az elkövetett bűncselekményekért felelős személyek ellen nem indult eljárás. Ma a helyszínen egy emlékmű található az áldozatokra emlékezve.

## Nevezetességei
- Crkvina lelőhely a falu középkori templomának és temetőjének maradványaival.[4]

- Podvidačában volt egykor ezen a terület egyik legnagyobb mecsete. Építési ideje a múlt homályába vész, talán a 15. vagy a 16. században építették. Falainak több része még áll, míg a minaretnek már csak a csonkja áll.[11]

- A Szentlélek eljövetele tiszteletére szentelt ortodox temploma a Staro Maidan-i parókiához tartozik. Ez a ma már ősi templom 1905-ben épült egy régi és lepusztult templom helyén, a helyi ortodox hívek és papjai erőfeszítésével és szeretetével.[12]

## Fordítás
- Ez a szócikk részben vagy egészben  a   Masakr na Hrastovoj glavici című bosnyák Wikipédia-szócikk ezen változatának fordításán alapul.  Az eredeti cikk szerkesztőit annak laptörténete sorolja fel. Ez a jelzés csupán a megfogalmazás eredetét és a szerzői jogokat jelzi, nem szolgál a cikkben szereplő információk forrásmegjelöléseként.